# Teimour Radjabov

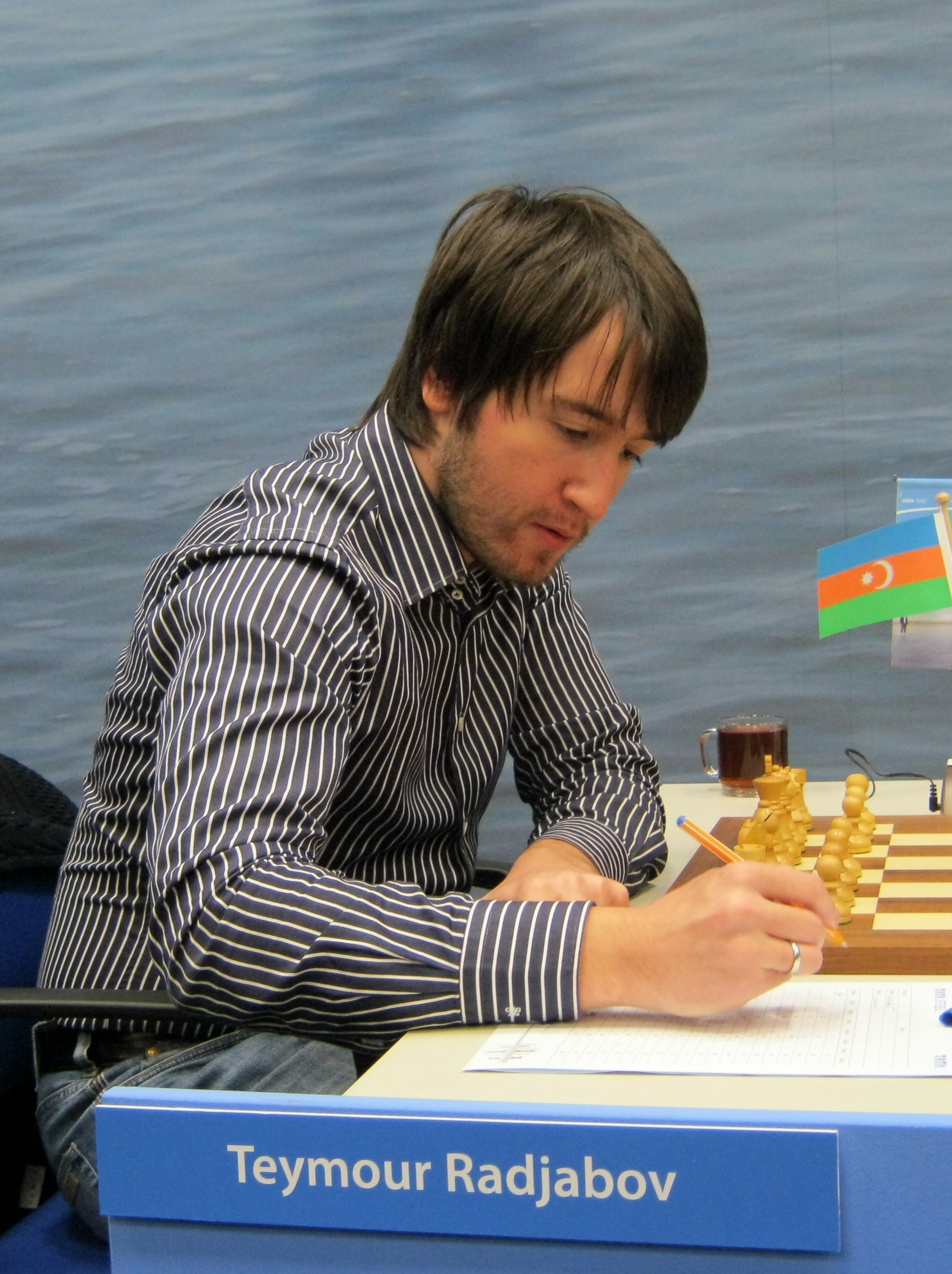
Teimour Radjabov

Teimour Radjabov (Teymur Rajabov; azerbajdzjanska: Teymur Rəcəbov), född 12 mars 1987 i Baku, Azerbajdzjan, är en schackspelare. I juli 2007 hade Radjabov en ranking på 2746 på FIDEs rankinglista och var då rankad som nummer nio i världen. Radjabov tog stormästartiteln i mars 2001. Han var då 14 år vilket gör honom till den fjärde yngsta stormästaren genom tiderna. 
Hans spelstil beskrivs som aggressiv och taktisk.